# 唱针
唱针，就是装载于唱机唱头上的唱针，唱针通常都是人造宝石以及钢做成的。唱针会跟随唱片纹道的调制，将所得机械运动再次反馈给唱头的换能元件，使其他转换为相应的音频信息。